# Chora na Rampa
O Grêmio Recreativo Escola de Samba Chora na Rampa é uma escola de samba do Rio de Janeiro. Sediada na Rua Aporema, 02, no sub-bairro Arnaldo Eugênio, em Campo Grande, tem como cores o preto e amarelo.

## História
A agremiação foi criada no ano de 1990, em Campo Grande, como um bloco de enredo, filiado à Federação dos Blocos durante muitos anos.
Durante a década de 2000 e início da década de 2010, desfilou pelos grupos inferiores da federação, tendo ficado afastada do Carnaval por um ano, em 2009. Desfilando em Bonsucesso, sagrou-se campeã do Grupo 4 em 2012.
Em 2015, com a recriação do Grupo E das escolas de samba, inscreveu-se para participar daquele desfile, sem contudo abandonar a disputa de blocos. Após o Carnaval, foi anunciada pelo presidente, Jorge Matias de Oliveira, que haveria a mudança do nome da agremiação para Império da Zona Oeste. Ensaios foram realizados no Clube Colonial de Campo Grande, e depois no Grêmio de Paciência, onde as bandeiras do Chora da Rampa e do Império da Zona Oeste foram utilizadas pelos casais de mestre-sala e porta-bandeira.
Pouco tempo antes do Carnaval 2016, no entanto, houve uma reviravolta, quando o Império da Zona Oeste conseguiu a vaga no Grupo D que era da Corações Unidos do Amarelinho, incorporada pelo Favo de Acari. A partir deste momento, decidiu-se que o Império da Zona Oeste seria uma escola à parte, e o Chora na Rampa continuaria a existir, desfilando no Grupo E. 

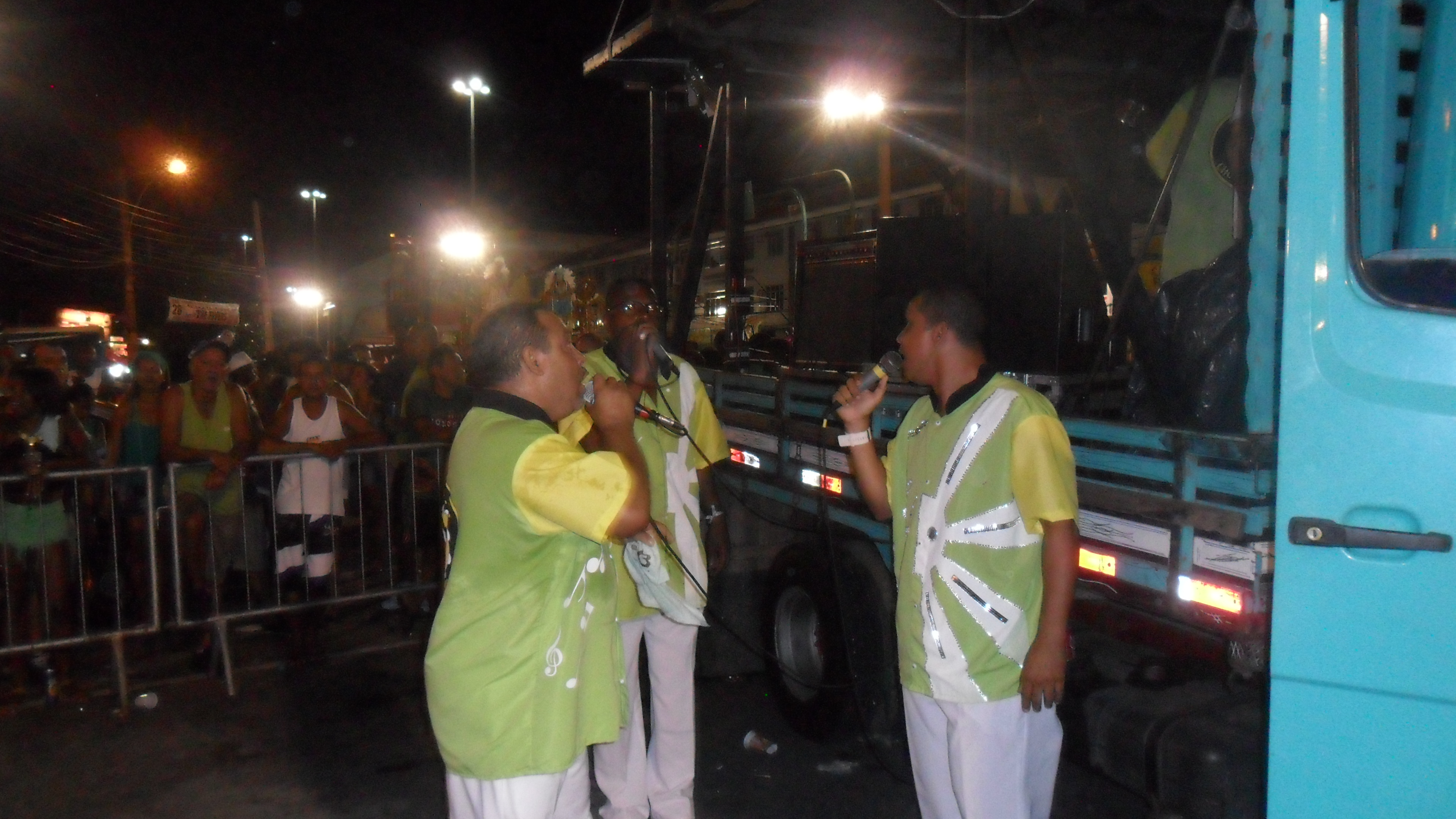
Cantores do Chora na Rampa em 2015.

Jorge Matias então assumiu a direção da nova escola, deixando a presidência do Chora na Rampa. Ainda assim, esteve presente no desfile de sua ex-agremiação, que reeditou um samba antigo. Em 2016, o Chora na Rampa abandonou os desfiles de bloco, tornando-se definitivamente escola de samba, desfilando pelo grupo de avaliação (sexta divisão).
No ano de 2017, realizou seu último desfile, ao obter a 12ª colocação pelo grupo de avaliação.

## Segmentos

### Presidentes
| Nome                     | Mandato                       | Ref.  |
| ------------------------ | ----------------------------- | ----- |
| Laura Honorata da Silva  | ? - 2012                      |       |
| Jorge Matias de Oliveira | 2013-dezembro de 2015         | [ 3 ] |
| Amon Abedias Netto       | dezembro de 2015 - atualidade | [ 4 ] |

### Diretores

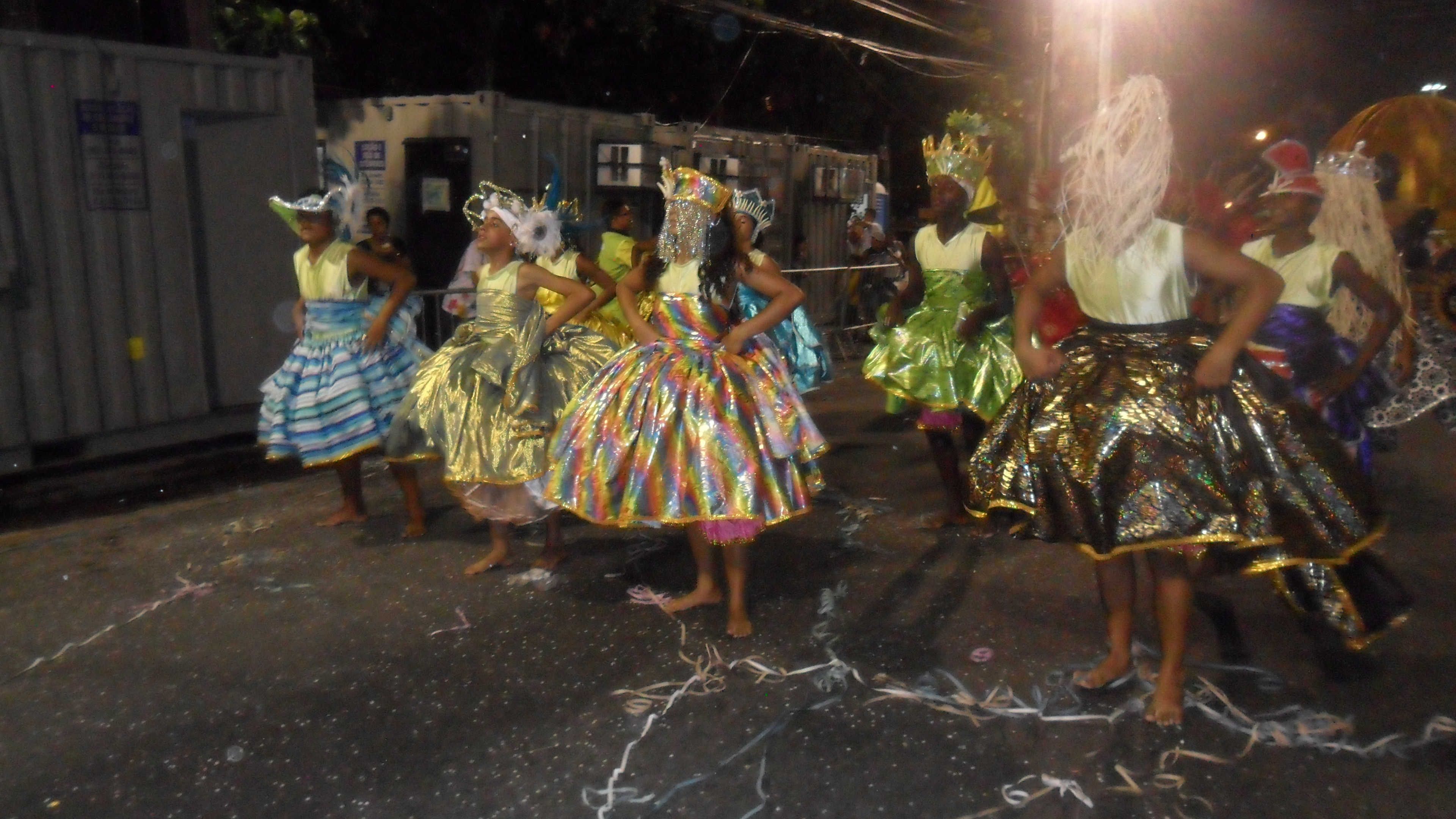
Desfilantes do Chora na Rampa em 2015.

| Ano  | Diretor de Carnaval                              | Diretor de harmonia | Mestre de bateria       | Ref. |
| ---- | ------------------------------------------------ | ------------------- | ----------------------- | ---- |
| 2015 | Elson Bragança, Cleudes Vania e Vladimir Peixoto | Alessandro Mosquito | Bira Potiguara e Nandão |      |
| 2016 |                                                  |                     |                         |      |

### Intérpretes

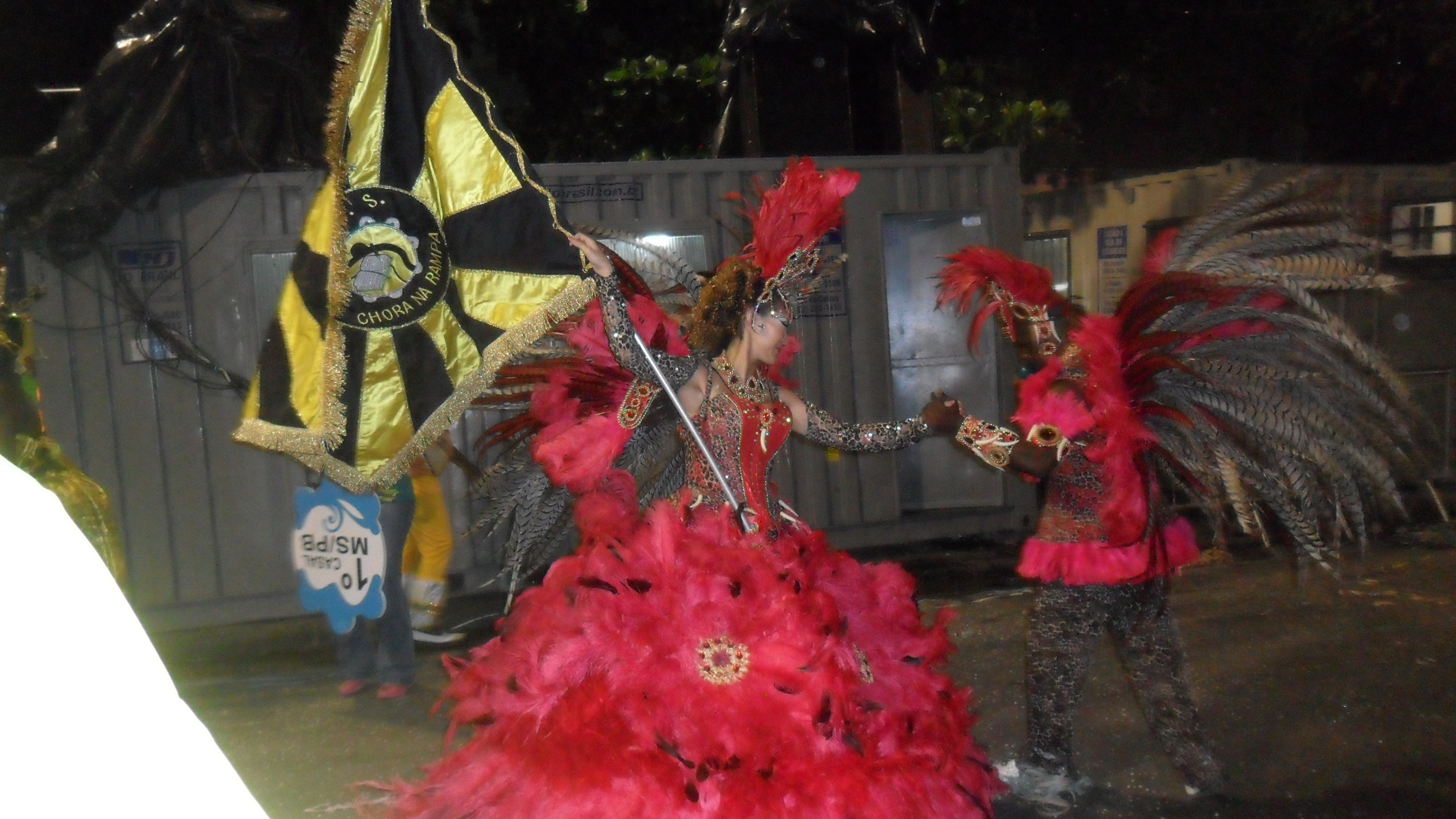
Casal de mestre-sala e porta-bandeira do Chora na Rampa em 2015.

| Período   | Intérprete oficial | Referência |
| --------- | ------------------ | ---------- |
| 2006–2013 | Pedro Santoro      | [ 4 ]      |
| 2014      | Guti               | [ 4 ]      |
| 2015      | Aurélio Brito      | [ 4 ]      |
| 2016      | Caim da Praça      | [ 4 ]      |
| 2017      | Rafael Santos      | [ 4 ]      |

### Coreógrafo
| Ano  | Nome                 | Ref.  |
| ---- | -------------------- | ----- |
| 2014 | Pai Belegô           |       |
| 2015 | Comissão de Carnaval |       |
| 2016 | Marcos Maya          | [ 5 ] |
| 2017 | Marcia Domingos      |       |

### Mestre-sala e Porta-estandarte
| Ano       | Nome                          | Ref. |
| --------- | ----------------------------- | ---- |
| 2014-2015 | Eduardo Belo e Sayuri Myasaki |      |

### Corte da bateria
| Ano       | Rainha           | Musa      | Ref |
| --------- | ---------------- | --------- | --- |
| 2012-2013 | Jéssica Machado  |           |     |
| 2014      | Jéssica Machado  | Kerolayne |     |
| 2015-2016 | Milena Figueredo |           |     |
| 2017      |                  |           |     |

## Carnavais
| Ano  | Colocação             | Grupo                 | Enredo | Carnavalesco                    | Referências   |
| ---- | --------------------- | --------------------- | --- | ------------------------------- | ------------- |
| 2006 | 8.º Lugar             | Grupo 3 (Blocos)      | "Eu era feliz e não sabia" | Carlos Eduardo Medanha          | [ 6 ]         |
| 2007 | 8.º Lugar             | Grupo 3 (Blocos)      | "O mundo dos Orixás" | Carlos Eduardo Medanha          | [ 7 ]         |
| 2008 | 7.º Lugar             | Grupo 3 (Blocos)      | "Muito frango e carnaval na Corte de D. João, Rei do Brasil e de Portugal" | Carlos Eduardo Medanha          | [ 8 ]         |
| 2009 | A escola não desfilou | A escola não desfilou | A escola não desfilou | A escola não desfilou           | [ 9 ]         |
| 2010 | 7.º Lugar             | Grupo 3 (Blocos)      | "No embalo da canção, um arraiá de São João" (Samba-enredo composto por Pedro Santoro, Marcelinho do Cavaco e Jaci Campo Grande) | Igor de Almeida                 | [ 10 ] [ 11 ] |
| 2011 | 8.º Lugar (Rebaixada) | Grupo 3 (Blocos)      | "Na luta pela igualdade, busco a minha dignidade" (Samba-enredo composto por Luiz Fernando Teodoro) | Luiz Fernando Teodoro           | [ 12 ]        |
| 2012 | Campeã                | Grupo 4 (Blocos)      | "Danças, ritmos e festas das regiões do meu Brasil" (Samba-enredo composto por Nito de Souza, Wudson, André Luiz, Leozinho Nunes e Jorge Matias) | Felipe Machado                  | [ 13 ]        |
| 2013 | 5.º Lugar (Rebaixada) | Grupo 3 (Blocos)      | "Soberania africana" (Samba-enredo composto por Marcos Moreira, Gustavo Oliveira, Amauri de Oliveira, Elson de Souza, José Humberto, Carlos Vital, Felipe Machado, Cláudia Ravizzini, Leozinho Nunes e Pedro Santoro)                                           | Felipe Machado                  | [ 14 ]        |
| 2014 | 5.º Lugar             | Grupo 4 (Blocos)      | "Zeca do Trombone - O sopro da alegria" (Samba-enredo composto por Laura Eulino Gonçalves, Déo Costa, Serjão e Roberto Otávio dos Santos) | Cláudia Ravizzini e Pai Belego  | [ 3 ]         |
| 2015 | 4.º Lugar             | Série E               | "Soberania africana" (Samba-enredo composto por Marcos Moreira, Gustavo Oliveira, Amauri de Oliveira, Elson de Souza, José Humberto, Carlos Vital, Felipe Machado, Cláudia Ravizzini, Leozinho Nunes e Pedro Santoro)                                           | Carlos Eduardo e Maurício       |               |
| 2015 | 8.º Lugar             | Grupo 3 (Blocos)      | "Campina Grande, o maior São João do mundo!" (Samba-enredo composto por Vagner da Silva, Paulo Alexandre Maciel, Nero Sant'Anna da Silva, Carlos Alberto Correa Cardozo, Aurélio Anselmo de Brito, Gilmar da Conceição de almeida e Cleude Vania Lima de Souza) | Carlos Eduardo e Maurício       | [ 15 ]        |
| 2016 | 13.º Lugar            | Série E               | "Danças, ritmos e festas das regiões do meu Brasil" (Reedição de 2012) | Jonatas Barbosa e Elaine Duarte | [ 4 ] [ 16 ]  |
| 2017 | 12.º Lugar            | Série E               | "Nordeste...Os encantos de um povo festeiro" (Samba-enredo composto por Nito de Souza, Douglas Ramos, Aurélio Brito, Rafael Santos, Guga 3D, Pai Belego, Lucas de Souza e Nego Dé)                                                                              | Renato Rosa                     |               |